# Amazonides rubra
Amazonides rubra är en fjärilsart som beskrevs av Emilio Berio 1976/77. Amazonides rubra ingår i släktet Amazonides och familjen nattflyn. Inga underarter finns listade i Catalogue of Life.